# 巴西利卡塔大区
巴西利卡塔（義大利語：Basilicata，義大利語發音：[basiliˈkaːta]）亦称卢卡尼亚（Lucania），是意大利南部的一个大区，东、西分别与坎帕尼亚、普利亚相邻，南边是卡拉布里亚，有小段海岸线连接第勒尼安海，另一段则在东南方—塔兰托湾—与伊奥尼亚海相连。全区面积9,995平方公里，人口597,768（2001年数据），人口密度为60人/平方公里。大区首府波坦察，区内分波坦察和马泰拉两省。

## 地理
区内多山，约占全区面积的47%。多由亚平宁山脉南段的山系分支构成，其中：最高峰多尔切多梅峰（2,267米）、波里诺峰（2,248米）、帕帕峰（2,000米）、塞拉内塔峰（1,472米）；还有位于区内西北角的一座死火山—乌尔图雷峰—海拔1,836米。
因所覆土壤多为粘土，加之腐蚀作用，山体滑坡和泥石流现象时有发生。全区平原面积只占1.8%，最大的平原位于辖区南部的伊奥尼亚海沿岸。
该区气候分沿海地中海式气候和沿亚平宁山脉的大陆式气候两种类型。

## 历史
该区在古罗马时期被称为卢卡尼亚，与位于其北面的布鲁蒂姆地区作为同一政区管理。“卢卡尼亚”一词来源于对生活在该地区卢卡尼人的称呼，他们大约于公元前5世纪时来到此地，并迫使当地原著民（希腊人称为Oenotrians人、Chones人和Leuterni人）迁徙进深山中，后定居于此，后该地区作为希腊殖民地而成为大希腊的一部分。
此后卢卡尼人卷入与希腊殖民者的对抗中，公元前326年希腊人请来伊庇鲁斯国王亚历山大协助其管理，由此伊庇鲁斯人开始干涉希腊的政务。
据蒂托·李维记载，公元前298年卢卡尼人与罗马结盟，于是罗马的势力扩展到了希腊所辖的殖民地范围，包括维努西亚（公元前291年）、帕埃斯图姆（于公元前273年重建）、及他林敦（于公元前272年重建）。其后，于几个半岛上发生的战争，由于卢卡尼人都选择了中失败的一方罗马而受尽苦头。他们有时候与罗马结盟，但于萨姆奈特战争中更多时间会与罗马交战。當皮洛士公元前281年登陸意大利的時候，他們是第一個宣佈支持皮洛士的部落，而皮洛士突然的撤離，令他們與罗马的十年戰爭後被迫成為羅馬的附庸（公元前272年）。卢卡尼人對罗马的怨恨繼續加深;他們於第二次布匿战争（公元前216年）期間支持漢尼拔，而卢卡尼亞地區在兩軍交戰的幾個戰役之中受到嚴重破壞。卢卡尼亞自經歷這些災難從此都未能復甦，於羅馬政府統治下逐漸衰落。於同盟者战争（公元前90年 - 公元前88年）之中，卢卡尼人與薩謨奈人合作對抗羅馬是對卢卡尼人的最後一擊。

## 經濟
農業方面以栽種小麥、馬鈴薯為主，另亦有畜養牛隻。
由於地勢多山的原因，使得該大區的對外聯繫，長期以來都十分落後，被視為是全意大利經濟發展最遲緩地區之一。但自千禧年以降，該區亦開始陸續發展出工業園，有汽車、石油和機械生產。